# Jim Ross
Jim Ross (tên khai sinh: James William Ross, sinh ngày 3 tháng 1 năm 1952) là một bình luận viên và nhà điều hành  tài năng đấu vật chuyên nghiệp người Mỹ, hiện đang ký hợp đồng với All Elite Wrestling dưới vai trò một bình luận viên và cố vấn cấp cao. Ross được biết đến nhiều nhất với sự nghiệp lâu dài và xuất sắc như là một nhà bình luận đấu vật cho WWE, National Wrestling Alliance và WCW. Ông cũng nổi tiếng với việc kinh doanh nước sốt thịt nướng và khô bò mang thương hiệu chính tên ông.
Ross từng làm việc cho WWE, với tư cách là một bình luận viên, và cho Fox Sports, nơi ông thường xuyên viết những bài báo bình luận về môn đấu vật chuyên nghiệp cho FoxSports.com. Ông cũng là phát thanh viên chính của New Japan Pro-Wrestling trên AXS TV và thỉnh thoảng tham gia tường thuật cho một số trận đấu đấm bốc và võ thuật hỗn hợp. Kể từ tháng 2 năm 2014, Ross bắt đầu thực hiện chương trình phát thanh hàng tuần của riêng mình, The Ross Report (sau này đổi thành The Jim Ross Report).
Năm 2007, Ross được vinh danh vào WWE Hall of Fame, và thường được gọi một cách trìu mến là "Good ol' JR". Chất giọng và phong cách bình luận của ông được coi là đại diện tiêu biểu cho thời kỳ The Attitude Era của WWF (tiền thân của WWE), và được ghi nhận là một trong những bình luận viên đấu vật chuyên nghiệp vĩ đại nhất mọi thời đại.

## Danh hiệu và thành tựu
- Cauliflower Alley Club
  - Giải thưởng Thành tựu trọn đời Art Abrams (2010)[7]
- George Tragos/Lou Thesz Professional Wrestling Hall of Fame
  - Giải thưởng Lou Thesz (2011)[8]
- National Wrestling Alliance
  - NWA Hall of Fame (2016)[9]
- Pro Wrestling Illustrated
  - Giải thưởng Stanley Weston (2002)[10]
- World Wrestling Entertainment / WWE
  - WWE Hall of Fame (2007)
  - Slammy Award (1 lần)
    - Khoảnh khắc của năm "Hãy nói rằng tôi chưa thấy điều đó" (2011) Jim Ross thể hiện khả năng rap trong "Thử thách Michael Cole"
- Wrestling Observer Newsletter
  - Bình luận viên truyền hình xuất sắc nhất (1988–1993, 1998–2001, 2006–2007, 2009, 2012)[11][12]
  - Mối thù tệ nhất năm (2005) với gia đình McMahon[11]
  - Wrestling Observer Newsletter Hall of Fame (1999)